# 一起向未来
《一起向未来》（英語：Together for a Shared Future），是2022年冬季奥林匹克运动会（北京冬奥会）和2022年冬季残疾人奥林匹克运动会（北京冬残奥会）的主题口号推广歌曲，首個版本由陈伟霆、袁娅维演唱，于2021年9月17日发行。独唱版由易烊千玺演唱，于2021年9月21日发行。音乐短片版则由200多名两岸三地艺人参加演出，由北京冬奥组委文化活动部、电影频道节目中心、中央广播电视总台、北京广播电视台、河北广播电视台、香港TVB、香港电台、香港有线电视、亚洲电视数码媒体、凤凰卫视联合出品，阿里巴巴集团联合摄制，在2022年2月1日正式发布及播出。此曲还制作了手势舞及美声演唱版本。

## 製作團隊
資料取自MV字幕。
- 作曲：常石磊
- 填詞：王平久
- 編曲：柒玖（兼任香港版本編曲）、王子@Soulkidz、田汨、肖河、李超、常石磊
- 監製：常石磊（總監製）、趙增熹（香港版本監製）

## 参演艺人
共分為兩個版本：中國大陸官方版及香港無綫電視版。（實際是經剪接改成的，無線歌手實際有參與中國大陸官方版只是由曾志偉代表上鏡）
- 中國大陸唱响者105组：蔡国庆、草蜢（香港）、常石磊、陳飛宇、陈坤、陈伟霆（香港）、陈小春（香港）、陈小朵、陳意涵（台湾）、成龍（香港）、戴佩妮（马来西亚）、邓超、杜江、关晓彤、郭晓东、海清、韩庚、杭天琪、胡夏、黄渤、黃景瑜、黄晓明、吉克隽逸、景甜、李冰冰、李晨、李克勤（香港）、李娜、李玟（香港）、李宇春、梁漢文（香港）、林曉峰（香港）、林依轮、林允、林子祥（香港）、劉德華（香港）、刘昊然、刘乃奇（澳门）、刘涛、刘烨、龙紫岚（澳门）、盧靖姍（香港）、呂方（香港）、麥嘉欣（澳门）、莫文蔚（香港）、歐陽娜娜（台湾）、彭永琛（澳门）、秦海璐、任賢齊（香港）、容祖兒（香港）、单依纯、石倚洁、舒淇（台湾）、蘇有朋（台湾）、孙楠、孙悦、谭维维、譚詠麟（香港）、汤唯、佟麗婭、Twins（蔡卓妍、鍾欣潼）（香港）、王宝强、王大陆（台湾）、王嘉爾（香港）、王彤羽、王祖藍（香港）、韦嘉、韦唯、吴京、吳克群（台湾）、蕭敬騰（台湾）、肖央、謝天華（香港）、謝霆鋒（香港）、信（台湾）、許茹芸（台湾）、薛凱琪（香港）、杨幂、楊千嬅（香港）、杨紫、姚晨、葉蒨文（香港）、易烊千玺、應采兒（香港）、泳兒（香港）、郁可唯、袁娅维、曾志偉（香港） [5]、张碧晨、张杰、張鈞甯（台湾）、张靓颖、張韶涵（台湾）、張衛健（香港）、张小斐、张学友（香港）、張藝興、張智霖（香港）、赵珈婧芸、甄子丹（香港）、郑恺、鍾鎮濤（香港）、周深、周迅、朱一龙
- 香港無綫電視版：成龍、張學友、曾志偉、劉德華、譚詠麟、李克勤、王祖藍、林子祥、葉蒨文、楊千嬅、任賢齊、謝霆鋒、張智霖、草蜢、鍾鎮濤、容祖兒、蔡卓妍、鍾欣潼、李玟、張衛健、呂方、王嘉爾、陈小春、謝天華、梁漢文、林曉峰、杜德偉、甄子丹、應采兒、薛凱琪、李幸倪、泳兒、陳偉霆、Supper Moment、林欣彤、張繼聰、區瑞強、許靖韻、涂毓麟、炎明熹、姚焯菲、鍾柔美、詹天文、冼靖峰、何晉樂、林智樂、張馳豪、孫漢霖、菊梓喬、譚嘉儀、谷婭溦、伍富橋、謝東閔、鄭俊弘、戴祖儀、施匡翹、胡鴻鈞、林二汶、林穎彤、文凱婷、林君蓮、潘靜文、林沚羿、蔡愷穎。

## 奖项
| 年份 | 颁奖机构                                       | 奖项         | 名称                   | 结果 |
| ---- | ---------------------------------------------- | ------------ | ---------------------- | ---- |
| 2022 | 国家版权交易中心联席会议2021十大年度国家IP评选 | 音乐赛道大奖 | 《一起向未来》（群星） | 獲獎 |
| 2022 | 人民日报                                       | 2022十大BGM  | 《一起向未来》（群星） | 獲獎 |
| 2022 | 中宣部第十六届“五个一工程”                     | 优秀作品奖   | 《一起向未来》         | 獲獎 |